# Цинчемехи
Цинчемехи — покинутый аул в Галанчожском районе Чеченской Республики. Входит в Мелхйистинское сельское поселение.

## География
Аул расположен на юго-западной части Чеченской Республики, на правом берегу реки Мешехи, к юго-западу от районного центра Галанчож.
Ближайшие населённые пункты: на северо-западе — Бенесты, Терти и Меши, на юго-востоке — Нахорусты, на юго-западе — Икильчи и Сахани.

## История
Аул Цинчемехи был ликвидирован в 1944 году во время депортации чеченцев. После восстановления Чечено-Ингушской АССР чеченцам было запрещено селиться в своих исконных районах: Галанчожском, Шатойском и Итум-Калинском.